# Vasalemma (gemeente)
Vasalemma (Estisch: Vasalemma vald) was een gemeente in de Estlandse provincie Harjumaa. Op 1 januari 2017 had de gemeente 2435 inwoners. In 2011 waren dat er nog 2699. De oppervlakte bedroeg 38,7 km². In oktober 2017 ging de gemeente op in de fusiegemeente Lääne-Harju. Samen met de gemeente Padise vocht Vasalemma de beslissing om de gemeente op te heffen aan bij het Estische Hooggerechtshof (Riigikohus), maar beide gemeenten kregen geen gelijk.
De landgemeente telde drie wat grotere nederzettingen met de status van alevik (vlek): de hoofdplaats Vasalemma, Rummu en Ämari. Daarnaast waren er de dorpen Lemmaru en Veskiküla.
In Vasalemma werd grijze kalksteen gedolven, die bekendstaat als Vasalemma-marmer. Het uit 1894 daterende hoofdgebouw van het landgoed van Vasalemma is eruit opgetrokken.
Bij Ämari bevindt zich de thuisbasis van de Estische luchtmacht.

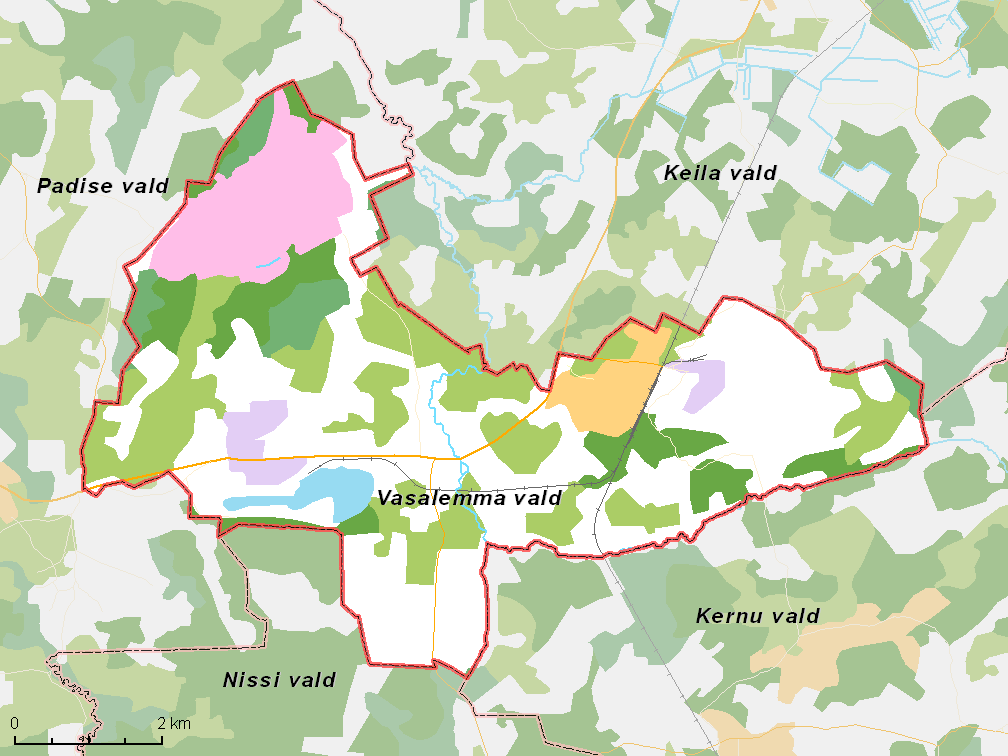
De gemeente met omliggende gemeenten, situatie begin 2017